# آرمونتیر-ان-بری
آرمونتیر-ان-بری (به فرانسوی: Armentières-en-Brie) یک کمون در فرانسه است که در سن-ا-مارن واقع شده‌است. آرمونتیر-ان-بری ۷٫۲۷ کیلومتر مربع مساحت دارد.